# 蒂蘭速記
蒂蘭速記（英語：Teeline Shorthand）是英國國家記者培訓理事會採用一套的速記法。1968年由皮特曼速記教師詹姆斯·希爾（James Hill）創造。適用於各種語言，主要流行於大英國協等英語系國家，但也為德語、瑞典語等日耳曼語族的國家或地區所採用。蒂蘭速記的基本字母淺顯易懂，能一分鐘速記150個單詞。

## 書寫風格
蒂蘭速記是一種透過刪除、簡化字母等方式，將口語迅速轉寫成文字的流線型速記法。當元音不是單詞的第一個字母或最後一個字母時，通常會被刪除，而無聲字母也會予以忽略。常用的前綴、後綴以及字母組合（如sh或ing）等，經常簡化為單一個符號。符號本身源自字母的草寫形式，並把不必要的部分再次刪減，只保留字母的核心。與基於語音學的皮特曼速寫不同，蒂蘭速寫是一個基於拼寫的系統，這讓學習者得以直觀地吸收。

## 字母

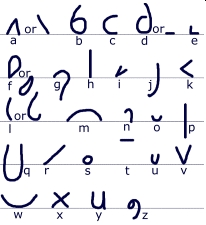
蒂蘭速記表

以蒂蘭速記「teeline」。

蒂蘭速記與諸多速記法不同，係基於字母本身而非語音學，這使它易於學習；但相較於其他速記法，卻面臨了速度上的限制。不過仍可見語音學的應用，如「ph」常記為「f」，因此單詞「phase」會記為「fase」。這與創造者的初衷一致，即盡可能地簡化之。與諸多速記類似，蒂蘭速記對於如何速記並沒有嚴格的限制，因此個人化的速記風格十分常見。

## 書寫技巧
蒂蘭速記法係將字母串聯書寫，而非分開獨立書寫。這能提升書寫的速度。不過，字母依然能分離書寫。